# 卡爾薩卡帕伊碑銘
卡爾薩卡帕伊碑銘，又稱帖木兒石，是一塊刻於1391年4月28日的石銘刻，於1935年發現於哈薩克斯坦中部兀魯塔山，它由3行阿拉伯語和8行察合台語組成，以老維文書寫。
內容是帖木兒與金帳汗國可汗脫脫迷失戰爭的戰況。